# Габорянська
Габоря́нська (Габорянська Гиґа) — гора в Українських Карпатах, в масиві Покутсько-Буковинські Карпати. Розташована в межах Верховинського району Івано-Франківської області, на північний схід від села Стаїще і на північний захід від села Бережниця.
Висота 1444,5 м (за іншими даними — 1447 м). Вершина незаліснена, схили стрімкі (окрім південно-східного), здебільшого порослі лісом. На північний захід розташована найвища вершина Покутсько-Буковинських Карпат — Ротило (1491 м), на південний схід — гора Біла Кобила (1476 м), на північ — гора Ґреґіт (1472 м).
Найближчі населені пункти: села Стаїще і Бережниця.